# ياسين بهليفان
ياسين بهليفان (بالتركية: Yasin Pehlivan)‏ (5 يناير 1989 النمسا - ) هو لاعب كرة قدم تركي، يلعب كلاعب وسط.

## وصلات خارجية
ياسين بهليفان على موقع الاتحاد الدولي (مؤرشف)  (الإنجليزية)
- ياسين بهليفان على موقع الاتحاد الأوربي (الإنجليزية)
- ياسين بهليفان على موقع اتحاد تركيا (لاعب) (الإنجليزية)
- ياسين بهليفان على موقع قاعدة بيانات كرة القدم.إي يو (الإنجليزية)
- ياسين بهليفان على موقع بيانات كرة القدم. دي إي (الألمانية)
- ياسين بهليفان على موقع ليكيب (الفرنسية)
- ياسين بهليفان على موقع ناشيونال فوتبول تيمز (الإنجليزية)
- ياسين بهليفان على موقع Soccerway.com (الإنجليزية)
- ياسين بهليفان على موقع عالم كرة القدم.نت (الإنجليزية)